# K Beerschot VAC
A K Beerschot VAC egy megszűnt belga labdarúgócsapat volt Antwerpen városában. A klub hazai mérkőzéseinek helyét az Antwerpeni olimpia stadion adta. A egyesületet 1899-ben alapították, majd 1999-ben szűntették meg.
A klub hétszer nyerte meg az első osztályt és két alkalommal a kupa trófeáját.

## Sikerei, díjai
Jupiler League
- Bajnok (7): 1921–22, 1923–24, 1924–25, 1925–26, 1927–28, 1937–38, 1938–39
- Ezüstérmes (7): 1900–01, 1922–23, 1926–27, 1928–29, 1936–37, 1941–42, 1942–43

Challenge League
- Győztes (4): 1906–07, 1981–82, 1992–93, 1994–95

Belga Kupa
- Győztes (2): 1970–71, 1978–79
- Döntős (1): 1967–68

## Fordítás
Ez a szócikk részben vagy egészben  a   K. Beerschot V.A.C. című angol Wikipédia-szócikk fordításán alapul.  Az eredeti cikk szerkesztőit annak laptörténete sorolja fel. Ez a jelzés csupán a megfogalmazás eredetét és a szerzői jogokat jelzi, nem szolgál a cikkben szereplő információk forrásmegjelöléseként.